# Bradypodion gutturale
Bradypodion gutturale és una espècie de camaleó del gènere Bradypodion. Es troba a la vegetació arbustiva seca de Fynbos i Renosterveld, al centre de la província del Cap Occidental, a Sud-àfrica.
És un camaleó nan de mida mitjana, amb una estructura relativament robusta i una llarga cua prensil, que pot arribar als 15 cm de llargada. Generalment és de color gris oliva, però s'han trobat individus que varien.
Aquesta espècie es troba al Petit Karoo i les serralades circumdants, dins del Cap Occidental, a Sud-àfrica. Es registra tan a l'oest com a la frontera de les muntanyes Cederberg, i tan a l'est com a Uniondale. Al sud es troba prop de la costa a la zona de Robertson i a la plana d'Agulhas.
Prefereix la vegetació fynbos, a diferència d'algunes altres espècies de camaleons nans que habiten als boscos. Està particularment adaptat als fynbos secs, renosterveld i fins i tot es troba a les zones de transició cap a l'àrida i la vegetació suculenta del Karoo. Les proves de l'ADN suggereixen que Bradypodion gutturale podria haver divergit dels habitants dels boscos fa diversos milions d'anys, coincidint amb el retrocés dels boscos i la propagació de fynbos secs.